# 费迪南多·利尼亚诺
费迪南多·利尼亚诺（義大利語：Ferdinando Lignano，1948年8月13日—），意大利前男子水球运动员。他曾代表意大利国家队参加1972年夏季奥林匹克运动会水球比赛，获得第六名。